# 8291 Bingham
8291 Bingham è un asteroide della fascia principale. Scoperto nel 2001, presenta un'orbita caratterizzata da un semiasse maggiore pari a 2,595163 UA e da un'eccentricità di 0,225242, inclinata di 3,940378° rispetto all'eclittica.
È dedicato a Hiram Bingham, archeologo ed esploratore statunitense, scopritore della città di Machu Picchu.